# 綿矢りさ
綿矢 りさ（わたや りさ、1984年〈昭和59年〉2月1日 - ）は、日本の小説家。

## 経歴
京都府京都市生まれ。金閣寺近くの閑静な住宅街で育った。父は服飾関係（着物）会社に勤めるサラリーマン、母は短大の准教授（英語教員）という家庭環境にて育つ。3歳下の弟がいる。
17歳のときに太宰治の作品に引き込まれ、作家になろうと決めた。京都市立紫野高等学校在学中に「インストール」で第38回文藝賞受賞。受賞当時17歳であり、第18回（1981年〈昭和56年〉）の堀田あけみ（『アイコ十六歳』）以来20年ぶりの最年少タイ記録として話題となった。同作品で2002年（平成14年）に第15回三島由紀夫賞候補。選考委員の福田和也、島田雅彦より高い評価を受ける。同作品の単行本は、2年後の芥川龍之介賞受賞や映画化の効果も相まって、2008年（平成20年）までに70万部が発行されるベストセラーとなった。
2002年（平成14年）に早稲田大学教育学部国語国文学科へ自己推薦入学。（本人は文藝賞だけで入った」と語っている）在学中は千葉俊二ゼミに所属。大学在学中の2003年（平成15年）に『蹴りたい背中』で第25回野間文芸新人賞の候補となり、2004年（平成16年）に同作品で第130回芥川龍之介賞受賞（当時19歳）。金原ひとみ（当時20歳）「蛇にピアス」と同時受賞であり、それまでの最年少記録（第56回 1967年〈昭和42年〉）・丸山健二の23歳0か月）を大幅に更新。芥川賞受賞作と選評が掲載された月刊『文藝春秋』2004年3月号は、雑誌としては異例の初回刷80万部、最終的には118万5000部を記録し、1990年12月号「昭和天皇独白録」収録号の105万部を抜き最多発行部数を更新した。単行本は芥川賞受賞作としては1976年（昭和51年）受賞の村上龍『限りなく透明に近いブルー』（131万部）以来、28年ぶりのミリオンセラーとなった。2004年（平成16年）末までの発行部数は127万部。
2006年（平成18年）3月に早稲田大学を卒業。以降、京都で専業作家として活動に入る。
『蹴りたい背中』で2005年度早稲田大学小野梓記念賞<芸術賞>、校友会稲魂賞を受賞。同年末に3年半ぶりの長編となる『夢を与える』を発表。
2008年（平成20年）、第26回京都府文化賞奨励賞を受賞。同年、世界経済フォーラム（ダボス会議）のYoung Global Leadersの1人に選出される。同年春より読売新聞で書評委員を務める。
2010年（平成22年）、『勝手にふるえてろ』が第27回織田作之助賞大賞候補。
2012年（平成24年）、『かわいそうだね？』で第6回大江健三郎賞を受賞。同年、京都市芸術新人賞を受賞。
2019年（令和元年）、『生のみ生のままで』で第26回島清恋愛文学賞を受賞。

## 人物
筆名の「綿矢」は、姓名判断を参考に中学時代の同級生の姓から拝借した。
幼いころから本や活字に興味を示し「本読んで。本読んで」とねだる子だった。両親はよく読み聞かせをしたという。小学生のころは江戸川乱歩や那須正幹の『ズッコケ三人組』シリーズ、『不思議の国のアリス』、カニグズバーグ、『クマのプーさん』、ミヒャエル・エンデの『はてしない物語』などを愛読。中学生の頃からマーガレット・ミッチェル『風と共に去りぬ』や田辺聖子『言い寄る』を繰り返し読む。中学では演劇部に所属。
高校生の時の自身を「引っ込み思案でマイナス思考」だと語り、太宰治の作品に引き込まれ、本格的に小説を書き始める。部屋にこもって小説を書いているのを、両親は受験勉強をしていると思っていたとのこと。2人とも作家になることに反対はしなかった。
また、普通科でも英語に重点を置いているクラスがある高校を選んだため、高校2年生のときにサンフランシスコのインド人の家にホームステイしている。
愛読書として上述したものの他に村上春樹の初期作品（『風の歌を聴け』『羊をめぐる冒険』）、よしもとばななの『キッチン』、町田康『人間の屑』などを挙げている。スティーブン・キングもよく読む作家の一人。好きな映画は『普通の人々』やマリリン・モンローの作品、オードリー・ヘプバーンの作品。かつて、文芸誌のアンケートでは、好きな映画は、洋画なら『愛と追憶の日々』、邦画なら『月光の囁き』と答えた。またエンターテインメントでは、AKB48の、特に前田敦子のファンでもあり、「（『蹴りたい背中』に登場するアイドルオタクの高校生になぞらえて）確実に私は背中を蹴られる側だと思います」と述べている。『ときめきメモリアル』のファンとも語っている。
後年、大学時代を振り返って「楽し……くなかった」と語った。本人によれば、創作活動でスランプに陥り、恋愛にも失敗する一方で、アルバイトに没頭していたという。大学の卒業旅行では青森県に行き、太宰治の生家、斜陽館に立ち寄った。
芥川賞受賞で「文壇のアイドル」と注目され、ストーカー被害に悩まされたことがある。2004年（平成16年）に『インストール』が映画化された際もプロモーションに参加せず表舞台へ出ることを避けた。専業作家となってからはメディアの取材にも応じるようになり、2007年（平成19年）には初のサイン会も開いた。
2014年（平成26年）12月、2歳年下の霞が関勤務のキャリア国家公務員の男性と結婚。結婚の4年半前に小説の設定のため取材先を探していた際に出版社から紹介され、理系大学院生（菌を繁殖させる研究をしていた）だった彼と知り合ったとのこと。地黒で笑顔の明るく、雰囲気的には沖縄のシーサーに似ているとインタビューで明かしている。2015年（平成27年）冬に第1子男児を出産。
妊娠中には谷崎潤一郎『卍』を読んでいたという。その背景として「もともと同性愛の映画や小説はよく観たり読んでいて、耽美な世界観の作品が好きで、自分も描いてみたいなと思っていた」と明かし、出産後の『生のみ生のままで』発表につながっている。
2022年12月から家族の都合で約半年間中国北京市で暮らしていた。

## 作品概要
- インストール（『文藝』2001年冬季号初出）

高校生活から突如脱落した朝子が、小学生のかずよしに誘われて風俗チャットを体験する、という内容で、綿矢の処女作品。高校2年生の冬休みを使って一気に仕上げた。最初はシャープペンシルで大学ノートに書いていたが、後にワープロで仕上げた。作中に出てくる風俗チャットは綿矢の創作であり、存在を確認していたわけではない。
文藝賞選考では4人の審査員に絶賛され満場一致で受賞。第15回三島賞選評では福田和也は「話者の意識の構成、エピソードの継起の仕組みといい、きめ細かく構成されていて瑕疵がなかった」として、同じくインターネットを主題とした阿部和重『ニッポニアニッポン』よりも高い評価を与えている。
- 蹴りたい背中（『文藝』2003年秋季号初出）

周囲に溶け込むことが出来ない陸上部の高校1年生・初実（ハツ）と、アイドルおたくで同級生の男の子・にな川との交流を描いた作品。2002年の夏から2003年の夏にかけて書き上げた。
書き出しの部分（「さびしさは鳴る。耳が痛くなるほど高く澄んだ鈴の音で鳴り響いて、胸を締めつけるから、せめて周りには聞こえないように、私はプリントを指で千切る。細長く、細長く。紙を裂く耳障りな音は、孤独の音を消してくれる。気怠げに見せてくれたりもするしね。葉緑体? オオカナダモ? ハッ。っていうこのスタンス。」）について、芥川賞選考会で三浦哲郎は「不可解な文章」だと評したが、他の9人の選考委員の支持を得て受賞となった。文学賞の批判本『文学賞メッタ斬り』を出した豊崎由美、大森望は「とてもとても、容姿に恵まれた人が書ける小説じゃない」「下手な書きかたしちゃうと、低レベルのいじめ話か、つまらない恋愛小説みたいになって閉じちゃいそうな話を、絶妙に開いたまま上手に物語を手放してる器量には舌を巻きます」と絶賛している。

## 作品リスト

### 著書
- 『インストール』河出書房新社 2001年11月 / 河出文庫 2005年10月
  - 文庫版のみ併録：「You can keep it.」（書き下ろし）
- 『蹴りたい背中』河出書房新社 2003年8月 / 河出文庫 2007年4月
- 『夢を与える』河出書房新社 2007年2月 / 河出文庫 2012年10月
- 『勝手にふるえてろ』文藝春秋 2010年8月 / 文春文庫 2012年8月
  - 文庫版のみ併録：「仲良くしようか」
- 『かわいそうだね？』文藝春秋 2011年10月 / 文春文庫 2013年12月
  - 併録：「亜美ちゃんは美人」
- 『ひらいて』新潮社 2012年7月 / 新潮文庫 2015年1月
- 『しょうがの味は熱い』文藝春秋 2012年12月 / 文春文庫 2015年5月
  - 併録：「自然に、とてもスムーズに」
- 『憤死』河出書房新社 2013年3月 / 河出文庫 2015年3月
  - おとな / トイレの懺悔室 / 憤死 / 人生ゲーム
- 『大地のゲーム』新潮社、2013年7月 / 新潮文庫 2015年12月
- 『ウォークイン・クローゼット』講談社 2015年10月 / 講談社文庫 2017年10月
  - 併録：「いなか、の、すとーかー」
- 『手のひらの京』新潮社 2016年9月 / 新潮文庫 2019年3月
- 『私をくいとめて』朝日新聞出版 2017年1月 / 朝日文庫 2020年2月
- 『意識のリボン』集英社 2017年12月 / 集英社文庫 2020年2月
  - 岩盤浴にて / こたつのUFO / ベッドの上の手紙 / 履歴の無い女 / 履歴の無い妹 / 怒りの漂白剤 / 声の無い誰か / 意識のリボン
- 『生（き）のみ生のままで』（上下）集英社、2019年6月 / 集英社文庫 2022年6月
- 『オーラの発表会』集英社 2021年8月
- 『あのころなにしてた？』新潮社 2021年9月 - 日記
- 『嫌いなら呼ぶなよ』河出書房新社 2022年7月
  - 眼帯のミニーマウス / 神田タ / 嫌いなら呼ぶなよ / 老は害で若も輩
- 『パッキパキ北京』集英社 2023年12月

### アンソロジー
- 『Yuming Tribute Stories』新潮文庫 2022年7月 - 「青春のリグレット」

### 単行本未収録作品
- 「トマトマン」（『文學界』2014年3月号）
- 「黒ねこ」（『小説現代』2014年12月号 / 『100万分の1回のねこ』講談社、2015年、のち文庫）
- 「激煌短命」（『文學界』2020年8月号 - 2021年10月号（第一部）・2022年3月号 - 連載中（第二部））

### 発行部数
- インストール（ハードカバー）60万部
- インストール（文庫）29万部
- 蹴りたい背中（ハードカバー）127万部
- 蹴りたい背中（文庫）24万部
- 夢を与える（ハードカバー）18万部

（※ 出典はすべて河出書房新社ウェブサイトによる）

## メディア・ミックス

### 映画
- インストール（2004年）
- 勝手にふるえてろ（2017年）
- 私をくいとめて（2020年）
- ひらいて（2021年）

### 漫画
- インストール
  - みづき水脈による漫画化。
    - 出版：講談社 デザートKC、2003年3月13日、ISBN 978-4063652116

### テレビドラマ
- 蹴りたい背中
  - 日本テレビ系『あらすじで楽しむ世界名作劇場』（2007年9月17日）にて放送。
    - 出演：渋谷飛鳥・ハリセンボン（近藤春菜・箕輪はるか）・載寧龍二
- 夢を与える
  - WOWOW『土曜オリジナルドラマ 連続ドラマW』（2015年）にて放送。
- ユーミンストーリーズ「青春のリグレット」
  - NHK総合『夜ドラ』（2024年3月4日 - 3月7日）にて放送。

### バラエティー
- タモリ倶楽部 （2017年5月26日、6月2日、テレビ朝日）「早稲田の英知を無駄遣い?! 役に立たない機械2017 前編・後編」回に早稲田大学教育学部卒OBとしてゲスト出演
- タイプライターズ〜物書きの世界〜（2020年11月21日、フジテレビ）

## 略年表
| 西暦 | 満年齢 | |
| ---- | ------ | --- |
| 1984 | 0      | 京都市に生まれる。 |
| 2001 | 17     | 「インストール」で文藝賞受賞、『文藝』冬季号掲載。『インストール』河出書房新社より刊行。 |
| 2002 | 18     | 早稲田大学教育学部国語国文学科入学。 |
| 2003 | 19     | 「蹴りたい背中」『文藝』秋季号掲載。「蹴りたい背中」で野間文芸新人賞候補。『蹴りたい背中』河出書房新社より刊行。 |
| 2004 | 20     | 「蹴りたい背中」で芥川龍之介賞受賞（19歳）。映画『インストール』公開。 |
| 2006 | 22     | 3月、早稲田大学を卒業。『蹴りたい背中』で早稲田大学小野梓記念賞<芸術賞>、校友会稲魂賞受賞。「夢を与える」『文藝』冬季号掲載。 |
| 2007 | 23     | 『夢を与える』河出書房新社より刊行。 |
| 2008 | 24     | 「しょうがの味は熱い」『文學界』8月号掲載。京都府文化賞奨励賞受賞。 |
| 2010 | 26     | 「勝手にふるえてろ」『文學界』8月号掲載。『勝手にふるえてろ』文藝春秋より刊行。『勝手にふるえてろ』で織田作之助賞大賞候補。 |
| 2011 | 27     | 『かわいそうだね？』文藝春秋より刊行。「トイレの懺悔室」『文藝』夏季号、「憤死」『文藝』秋季号、「自然に、とてもスムーズに」『文學界』1月号、「亜美ちゃんは美人」『文學界』7月号掲載。「かわいそうだね？」『週刊文春』2.10号-5.19号連載。                      |
| 2012 | 28     | 7月、『ひらいて』新潮社より刊行。12月、『しょうがの味は熱い』文藝春秋より刊行。「ひらいて」『新潮』5月号、「仲良くしようか」『文學界』7月号、「人生ゲーム」『群像』8月号掲載。『かわいそうだね？』で大江健三郎賞受賞。京都市芸術新人賞受賞。                   |
| 2013 | 29     | 『憤死』河出書房新社より刊行。「大地のゲーム」『新潮』3月号、「いなか、の、すとーかー」『群像』11月号掲載。 |
| 2014 | 30     | 「トマトマン」『文學界』3月号、「こたつのUFO」『新潮』6月号、「黒ねこ」『小説現代』12月号掲載。 |
| 2015 | 31     | 『ウォークイン・クローゼット』講談社より刊行。「履歴の無い女」『文學界』1月号、「ウォーク・イン・クローゼット」『群像』8月号掲載。 |
| 2016 | 32     | 『手のひらの京』新潮社より刊行。「履歴のない妹」『文學界』1月号、「手のひらの京」『新潮』1月号掲載。 |
| 2017 | 33     | 1月、『私をくいとめて』朝日新聞出版より刊行。12月、『意識のリボン』集英社より刊行。映画『勝手にふるえてろ』公開。「岩盤浴にて」『小説tripper』夏季号、「声のない誰か」『すばる』1月号、「意識のリボン」『すばる』5月号、「怒りの漂白剤」『すばる』12月号掲載。 |
| 2018 | 34     | 「オーラの発表会」『すばる』2018.10-2019.1号連載。 |
| 2019 | 35     | 『生（き）のみ生のままで』（上下）集英社より刊行。『生のみ生のままで』で島清恋愛文学賞受賞。「生のみ生のままで」前後編『すばる』2019.2-3月号掲載。 |
| 2020 | 36     | 「激煌短命」『文學界』2020年8月号より連載。「あの頃何してた？」『新潮』2020.6-2021.2号連載。映画『私をくいとめて』公開。 |
| 2021 | 37     | 8月、『オーラの発表会』集英社より刊行。9月、『あのころなにしてた？』新潮社より刊行。映画『ひらいて』公開。「嫌いなら呼ぶなよ」『文藝』冬季号掲載。 |
| 2022 | 38     | 『嫌いなら呼ぶなよ』河出書房新社より刊行。「眼帯のミニーマウス」『すばる』1月号、「神田タ」『文藝』夏季号掲載。 |